# Едуар Коллін

Едуар Коллін на обкладинці часопису Têtu, травень 2014

Едуа́р Коллі́н (фр. Édouard Collin; нар. 28 лютого 1987, Баньоле, Франція) — французький театральний та кіноактор.

## Біографія
Едуар Коллін народився 28 лютого 1987 року в місті Баньоле, що в департаменті Сена-Сен-Дені у Франції. Більшу частину свого дитинства він провів у Парижі, де жив зі своєю матір'ю, акторкою. З 12 років Едуар жив у своєї бабусі в Марселі.
У 2004 році Едуар Коллін отримав свою першу роль в кіно, знявшись в романтичній комедії «Рачки і черепашки» (2005) режисерів Олів'є Дюкастеля і Жака Мартіно. Після цього Коллін нетривалий час працював агентом з нерухомості, продовжуючи брати уроки акторської майстерності. У січні 2005 року він приєднався до акторської трупи Роже Люре як співак-актор, що дозволило йому виступити кілька разів виступити в паризькому концертному залі «Зеніт».
У 2005 році Едуар Коллін продовжив кар'єру у кіно, знявшись у фільмі Рено Бертрана «Упертюхи» разом з Жаком Гамбленом і Кадом Мерадом, та взяв участь у двох епізодах серіалу «Мадам директорка ліцею» з Евою Дарлан на каналі France 2.
Після участі Колліна у фільмі «Рачки і черепашки», де він зіграв роль гомосексуала, акторові присвятили свої матеріали ряд видань для геїв (Têtu у Франції, The Advocate у США та A.X.M. у Великій Британії), що стало початком його популярності. Двічі, у 2008 та 2014 роках, Едуар Коллін з'явився на обкладинках гей-часопису Têtu з оголеним торсом.
З 2005 року Едуар Коллін переважно грає у театрі, зрідка знімаючись у кіно та на телебаченні.

## Фільмографія
| Рік       |    | Українська назва            | Оригінальна назва                   | Роль            |
| --------- | -- | --------------------------- | ----------------------------------- | --------------- |
| 1994—2006 | с  | Мадам директорка ліцею      | Madame le proviseur                 | Люка Бріссо     |
| 2005      | ф  | Рачки і черепашки           | Crustacés et coquillages            | Мартін          |
| 2005      | с  | Секс у великому Парижі      | Clara Sheller                       | Бред            |
| 2006      | ф  | Упертюхи                    | Les irréductibles                   | Філіп           |
| 2006      | с  | Кемпінг «Рай»               | Camping paradis                     | Томас Лівермонт |
| 2007      | тф | Марі Гумберт, секрет матері | Marie Humbert, le secret d'une mère | Вінсент Гумберт |
| 2007      | ф  | Чортовий мобільник          | Hellphone                           | Франклін        |
| 2008      | тф | Народжені в 68-му           | Nés en 68                           | Крістоф         |
| 2009      | тф | Паніка в міністерстві       | Panique au ministère                | Ерік            |
| 2012      | с  | Справи сімейні              | La smala s'en mêle                  | Ремі            |